# Gibraltar Anthem
Gibraltar heeft als officieel volkslied God Save the King, net als alle andere onderdelen van het Verenigd Koninkrijk. Daarnaast heeft het echter ook zijn eigen lokale volkslied dat in een wedstrijd in 1994 werd verkozen. Zowel de tekst als de muziek werden geschreven door Peter Emberley.

## Engelse tekst
Gibraltar, Gibraltar the rock on which I stand,
May you be forever free, Gibraltar, my own land.
Mighty pillar, rock of splendour, guardian of the sea,
Port of hope in times of need, rich in history.
Gibraltar, Gibraltar, the rock on which I stand,
May you be forever free, Gibraltar my own land.
God give grace to this our homeland, help us to live as one,
Strong in freedom, truth and justice, let this be our song:
Gibraltar, Gibraltar, the rock on which I stand,
May you be forever free, Gibraltar! Gibraltar! My own land.